# 大分県道48号日田玖珠線
大分県道48号日田玖珠線（おおいたけんどう48ごう ひたくすせん）は、大分県日田市から玖珠郡玖珠町に至る県道（主要地方道）である。

## 概要
日田市本町から玖珠郡玖珠町大字太田に至る。起点付近は日田市の中心部であるが、一部に道幅が狭い区間がある。日田市羽田から玖珠郡玖珠町四日市にかけての区間は道幅が狭く、離合困難である。

### 路線データ
- 起点：大分県日田市本町（元町交差点、国道386号交点、大分県道・熊本県道9号日田鹿本線起点）
- 終点：大分県玖珠郡玖珠町大字太田（大分県道43号玖珠山国線交点）

## 歴史
- 1993年（平成5年）5月11日 - 建設省から、県道白地日田線の一部・県道山辺日田線が日田玖珠線として主要地方道に指定される[2]。

## 路線状況

### 道路施設

#### 橋梁
- 柳橋（中野川、日田市）
- 中城橋（城内川、日田市）
- 豆田橋（城内川、日田市）
- 中尾橋（求来里川、日田市）
- 有田一号橋（求来里川、日田市）
- 有田二号橋（求来里川、日田市）

#### トンネル
- 新中塚トンネル：延長241 m、2001年（平成13年）竣工、玖珠郡玖珠町

## 地理

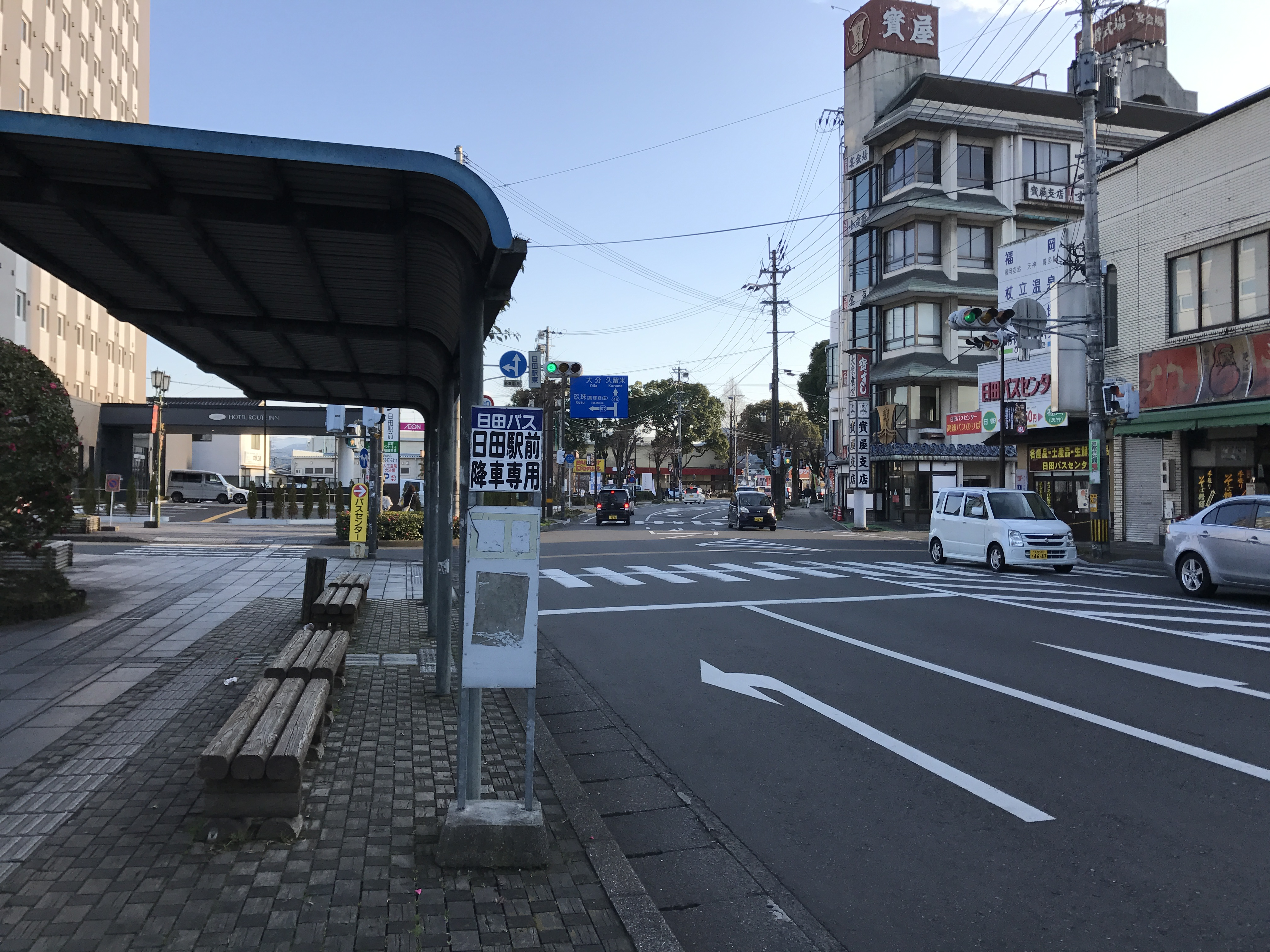
大分県道48号日田玖珠線
日田駅付近

### 通過する自治体
- 日田市
- 玖珠郡玖珠町

### 交差する道路
| 交差する道路                              | 市町村名 | 市町村名 | 交差する場所 | 交差する場所      |
| ----------------------------------------- | -------- | -------- | ------------ | ----------------- |
| 国道386号 大分県道・熊本県道9号日田鹿本線 | 日田市   | 日田市   | 本町         | 元町交差点 / 起点 |
| 大分県道672号戸畑日田線                   | 日田市   | 日田市   | 南元町       | 田島陸橋南交差点  |
| 大分県道676号西有田豆田線                 | 日田市   | 日田市   | 大字有田     |                   |
| 大分県道407号白地日田線                   | 日田市   | 日田市   | 大字羽田     |                   |
| 大分県道43号玖珠山国線                    | 玖珠郡   | 玖珠町   | 大字太田     | 終点              |

### 交差する鉄道
- 久大本線

### 沿線
- JR九州久大本線・日田彦山線BRT 日田駅
- 日田市立咸宜小学校
- 日田市立桂林小学校
- 大分県立日田支援学校
- 日田市立有田小学校
- 日田市立東有田中学校